# Albert Fish

Albert Fish 1903

Albert Fish (* 19. Mai 1870 in Washington, D.C. als Hamilton Howard Fish; † 16. Januar 1936 in Sing Sing, Ossining) war ein US-amerikanischer Mörder und Kannibale.

## Werdegang
Albert Fish stammte aus einer mit psychischen Krankheiten vorbelasteten Familie. Eine nähere Untersuchung erwies sieben Verwandte mit schweren geistigen Störungen in zwei Generationen. Zwei seiner Onkel starben in psychiatrischen Krankenhäusern, seine Mutter litt an Halluzinationen, ein Bruder war geistesschwach (er starb an Hydrocephalus), ein anderer war Alkoholiker und seine Schwester verfiel dem Wahnsinn. Als Fish fünf Jahre alt war, starb sein Vater. Die alleinerziehende Mutter war überfordert, so dass sie Albert in ein Kinderheim gab, in dem er Quälereien durch die Pfleger ausgesetzt war. Fish sagte später aus, dass ihn diese Übergriffe sexuell erregt hätten und er auf diese Weise erkannt hätte, dass er sadomasochistisch veranlagt war.
Fishs späteres großes Vorbild war der Serienmörder Fritz Haarmann. Er war fasziniert von Haarmanns Taten und sammelte alles, was er über Haarmann bekommen konnte. Er war verheiratet und hatte sechs Kinder, neigte aber zur Homosexualität. Darum waren seine Opfer auch hauptsächlich männlich.

## Kriminelle Laufbahn
Fishs verübte seinen ersten Mord 1910 an einem Mann in Wilmington. In den folgenden Jahren soll er mehrere Morde begangen haben. Er wurde mehrmals verhaftet, war aber nie längere Zeit im Gefängnis. 1928 entführte und ermordete Fish die 10-jährige Grace Budd, nachdem er unter dem Pseudonym Frank Howard Zugang zur Familie Budd gefunden hatte, vorgeblich, um dem 18-jährigen Bruder des späteren Opfers eine Arbeitsstelle auf seiner Farm (die es nicht gab) auf Long Island anzubieten. Unter dem Vorwand, das Kind zu einer Feier zu bringen, fuhr er mit ihr im Zug nach Greenburgh, wo er sie in einem leerstehenden Haus, dem Wistaria Cottage, ermordete. Fish wurde am 13. Dezember 1934 festgenommen, nachdem er durch einen Brief, den er an die Mutter des Kindes geschrieben hatte, überführt werden konnte. Der Fall erlangte insbesondere durch Fishs Nachtatverhalten einen hohen Grad an Öffentlichkeitswirksamkeit. Er hatte das Opfer gewürgt und enthauptet, dessen abgetrennte Körperteile gekocht und über mehrere Tage als Mahlzeit verzehrt.
Im Jahr 1935 fand der Prozess gegen Fish statt. Die genaue Zahl seiner Morde konnte nicht geklärt werden. Die Vermutung reicht von mindestens 16 bis über 100 Morde. Mehrere Psychiater sagten zu Fishs sexuellen Fetischen, u. a. Masochismus, Koprophagie, Pädophilie, aus, waren sich jedoch uneinig darüber, ob er als wahnsinnig gelten konnte. Der Hauptzeuge der Verteidigung war Fredric Wertham, ein Psychiater, der auf die Entwicklung von Kindern spezialisiert war. Dieser gab an, dass er Fish für wahnsinnig und damit für nicht zurechnungsfähig hielt. Das Gericht befand ihn jedoch für zurechnungsfähig und er wurde am 25. März 1935 zum Tode verurteilt.
Das Urteil wurde am 16. Januar 1936 auf dem elektrischen Stuhl vollstreckt.
Nach seinem Tod wurde bei einer Autopsie festgestellt, dass er Dutzende Nadeln u. a. in seine Hüfte gesteckt hatte. Er tat dies vermutlich aus masochistischen Zügen.

## Filme, Musik & Computerspiele
- Filme
  - The Gray Man (Deutschsprachiger Titel: Der Kindermörder), Regie: Scott L. Flynn, mit Patrick Bauchau als Albert Fish, USA 2007, 96 min.

- Musik
  - Sadomasochistic Perversity (Epicedium, auf ihrem 2012 erschienenen Konzeptalbum Anthropogenic)

- Computerspiele
  - Masochisia (2015), Entwickler: Oldblood